# Cykelbanor i Sverige

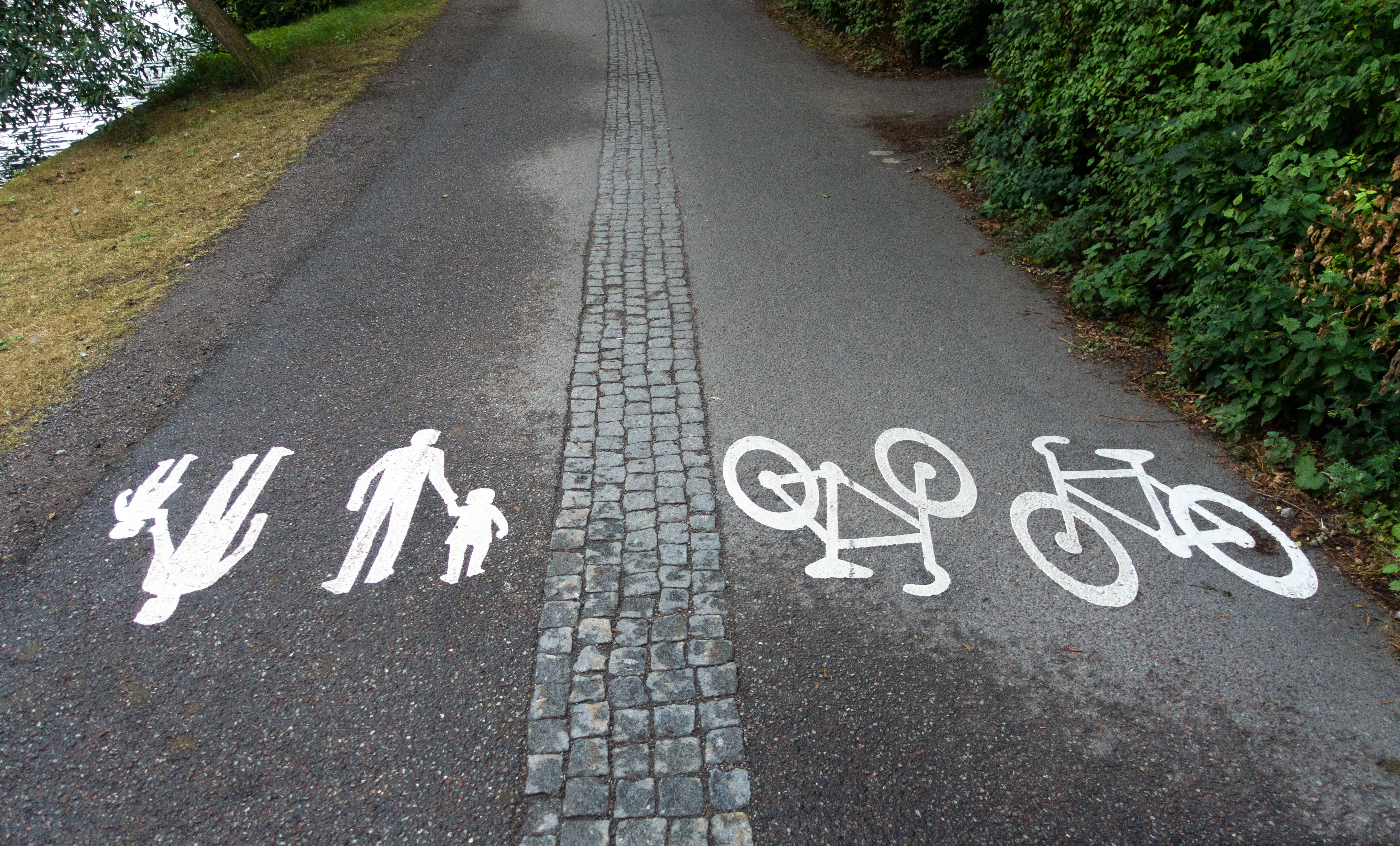
Fotgängar-/cykelbana i Stockholms innerstad 2021.

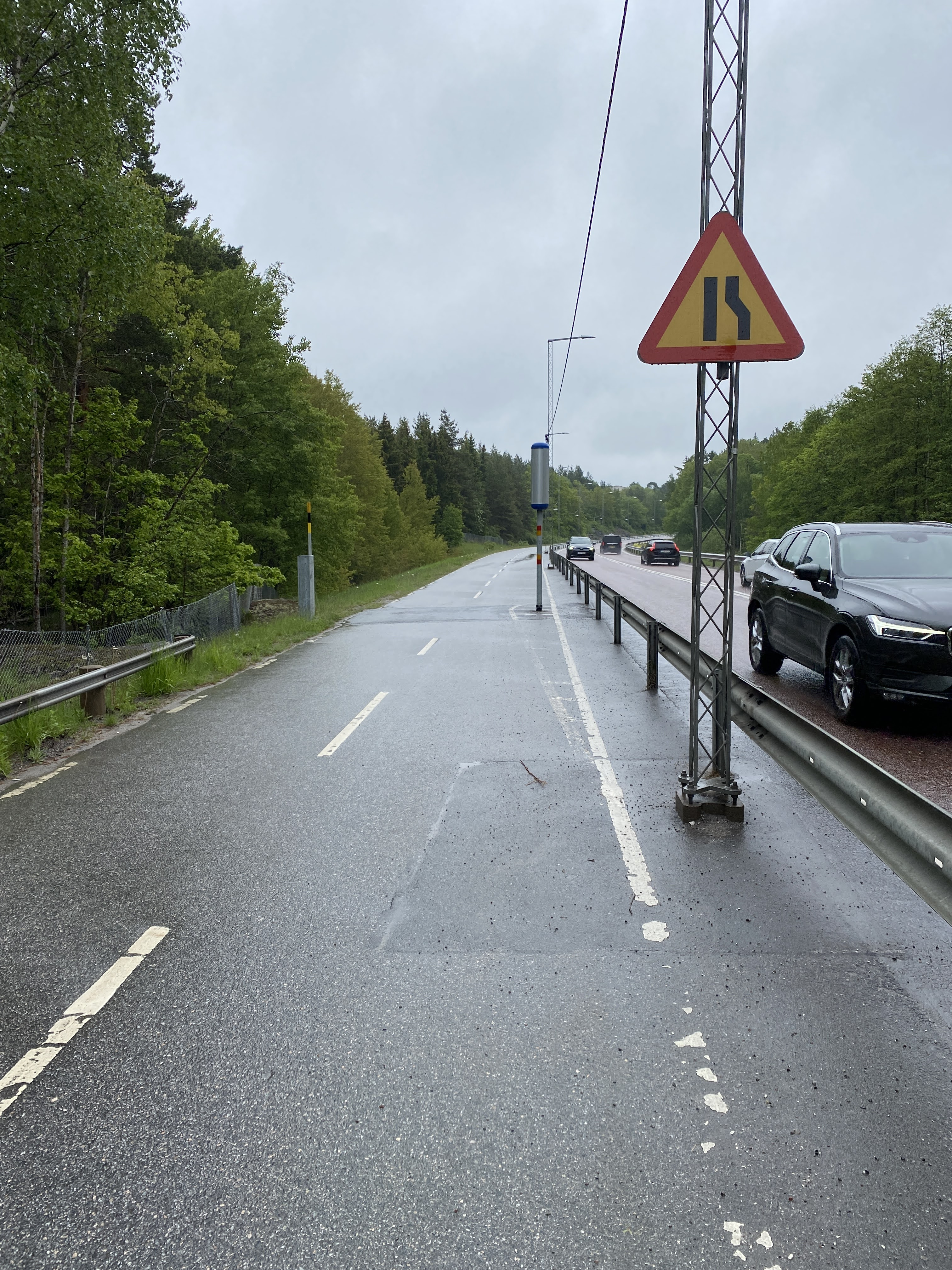
En dubbelriktad cykelbana vid Saltsjöbadsleden utanför Stockholm, med en stolpe på körbanan.

Cykelbana eller cykelväg är en väg som är avsedd för cykel och moped klass II att köra på. Övriga fordon får ej köra här om inget mer anges. Tar inte bort rätten för dessa trafikslag att färdas på allmänna vägar.
I vardagsspråk används ofta cykelväg och cykelbana som synonymer, men inom trafikplanering brukar de ha olika betydelser. En cykelväg är då helt fristående från allmänna vägar, medan en cykelbana ofta löper utmed en gata eller väg och är avskild från biltrafiken med en kantsten, en smal gräsremsa eller liknande.
Juridiskt används inte alls termen cykelväg utan bara cykelbana. Lagarna är desamma oavsett avståndet till allmänna vägar, förutom gällande hastighetsbegränsning. Om cykelvägen löper utmed en allmänna vägar gäller hastighetsbegränsning medan om cykelvägen löper fritt så gäller fri hastighet.
En gång- och cykelbana kallas av trafikplanerare för GC-bana eller GCM-bana (m står för moped). Den kan vara uppdelad i skilda banor för cyklar och gående, eller kombinerad. Den senare är avsedd för bägge trafikslagen utan någon inbördes separation och skyltas med en cykel- och en fotgängarsymbol under varandra utan skiljelinje emellan.Sedan 2018 gäller dock regeln att gående precis som på allmän väg bör gå på vänster sida av banan. 
Cykelfält, cykelpassager och cykelöverfarter ska inte förväxlas med cykelbanor, även om det finns en nära anknytning. De behandlas i egna artiklar.

## Vad lagen säger

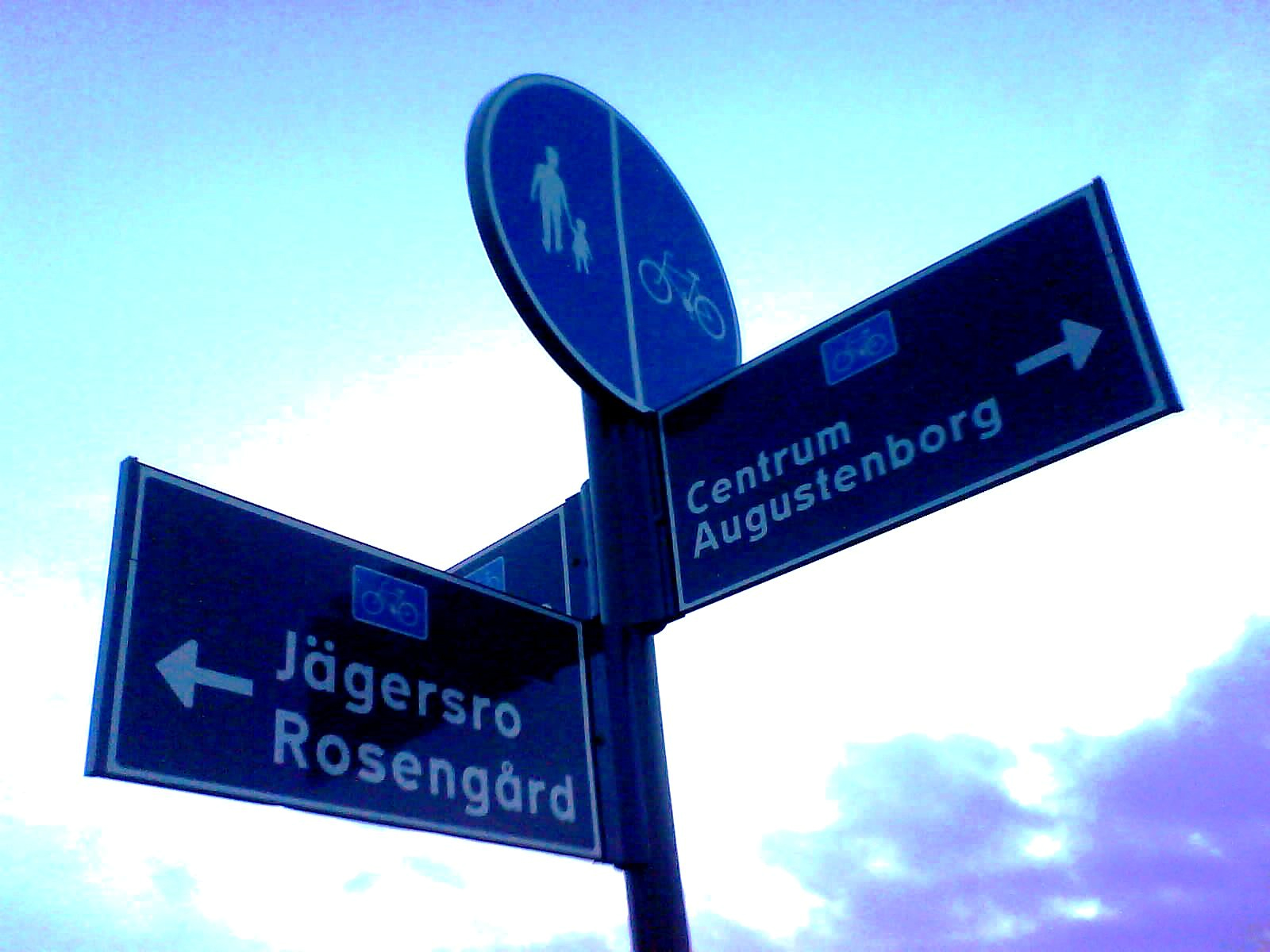
Cykelskyltar i Malmö visar vart cykelvägarna leder.

Här sammanfattas vad Trafikförordningen säger om cykelbanor. Med cykel jämställs då även moped klass II.
Finns en cykelbana, ska cyklister använda den istället för allmän väg. Detta gäller dock inte om hastighetsbegränsningen är högst 50 km/h och om körfältet är lämpligare med hänsyn till målets läge.
På en cykelbana får annan fordonstrafik bara förekomma för att korsa banan. 
Den ska då ge cyklister företräde. 
Bilar får varken stanna eller parkera på en cykelbana, det får bara tvåhjuliga cyklar och mopeder göra. 
Gående ska korsa en cykelbana vid övergångsställe om det finns ett i närheten, annars tvärs över banan – helst vid en korsning, och korsandet ska ske utan onödigt dröjsmål.
Utanför ett övergångsställe får gående korsa vägen endast om det kan ske utan fara eller olägenhet för trafiken. 
Gående får dock gå längs cykelbanan om det inte finns någon gångbana. Cyklister måste hålla tillräckligt låg hastighet när gående korsar banan.
Trehjuliga mopeder får köra på en cykelbana om föraren är särskilt försiktig samt banan har ringa trafik och tillräcklig bredd. 
Polisen har rätt att köra bil på cykelbanan i max 30 km/h.
Hastighetsbegränsningen på en cykelbana är alltid samma som intilliggande väg. För fristående cykelbanor finns ingen hastighetsbegränsning, men eftersom cykel är ett fordon, så gäller Trafikförordningens regler för bashastighet:
3 kap 17 § Inom tättbebyggt område får fordon inte föras med högre hastighet än 50 kilometer i timmen.
Utom tättbebyggt område får fordon inte föras med högre hastighet än 70 kilometer i timmen (bashastighet).

## Gåendes placering på cykelbana eller gemensam gång- och cykelbana
Fotgängare skall i Sverige från och med 15 oktober 2018 gå på vänster sida på gemensam gång- och cykelbana (utmärkt med vägmärke D6). Hypotesen bakom regeländringen är att den ger bättre ögonkontakt med cyklisterna som ska hålla till höger[källa behövs]. Regeln gäller inte på cykelbana eller på gångbana.
På cykelbana fanns i dåvarande vägtrafikkungörelsen följande paragraf om gående på cykelbana eller körbana:

134 § Gående skall iakttaga särskild försiktighet när han beträder körbana eller cykelbana. Gående får ej hindra eller störa trafiken genom att onödigtvis uppehålla sig på körbana eller cykelbana.

Paragrafen ströks 1986 med motiveringen att regeln redan täcktes av 5 §, den så kallade trafikens grundregel, vilken idag motsvaras av trafikförordningens 2 kap. 1 §.
I Danmark finns i færdselsloven (trafiklagen) 3 kap. 10 § ett stycke som motsvarar vägtrafikkungörelsens 134 § om gående på cykelsti (motsvarar cykelbana) samt i bekendtgørelse om vejafmærkning (vägmärkesförordningen) 2 kap. 20 § ett stycke som anger att trafikanter på fællessti (motsvarar gemensam gång- och cykelbana) ska visa ömsesidig hänsyn.

## Att identifiera en cykelbana
För att kunna tillämpa de lagar som gäller på cykelbanor är det viktigt att man kan avgöra om något är en cykelbana eller ej. Lagen säger att en cykelbana är "En väg eller del av en väg som är avsedd för cykeltrafik och trafik med moped klass II"  och anvisar i Vägmärkesförordning (2007:90) också ett antal möjligheter att tydliggöra denna avsikt. Den som ansvarar för vägar ska åstadkomma förutsättningar för en säker och effektiv trafik genom utformning av gaturummet och genom lämplig användning av vägmärken och vägmarkeringar.
Även om det bara är vägmärken och vägmarkeringar som kan definiera en cykelbana på ett juridiskt otvetydigt sätt, kan utformningen av gaturummet mycket väl vara den effektivaste förmedlaren av den ansvariges avsikt till trafikanterna.

### Direkt identifiering
Följande vägmärken uttrycker direkt att något är enbart cykelbana:

Cykelbana (påbudsmärke D4)[21]
Uppdelade gång- och cykelbanor (märke D7)[21]

Dessa märken gäller fram till nästa korsning om inte ett märke dessförinnan meddelat en förändring.
På andra vägar än bilvägar anger också följande (oftast målade) vägmarkeringar en ren cykelbana:

Mittlinje (vägmarkering M1)[23] (endast på dubbelriktad cykelbana)
Övergångsställe över cykelbanan (vägmarkering M15)[24]
Cykelsymbol, här i kombination med riktningspil[25]

Hur lång sträcka som banan säkert är en cykelbana efter ett övergångsställe eller en cykelsymbol anges inte i lagen. Samma räckvidd som för påbudsmärkena bör vara ett rimligt antagande.
I Stockholms innerstad används inte så ofta skyltar utan främst en kombination av vägmarkeringar och utformningsmedel som nivåskillnad eller beläggningar av olika utseende för att uttrycka vad som är cykelbana och gångbana.
Utsträckta uttrycksmedel som mittlinjer och konsekvent använda beläggningsmaterial har verkan utefter hela vägsträckan. Det är speciellt viktigt för gående som oftare ansluter var som helst till vägen. Även bilister måste känna igen cykelbanor för att kunna undvika att stanna eller parkera där. Markeringen av cykelbanor är alltså inte bara riktad till cyklisterna själva.

### Indirekt identifiering
En trafikant kan förstå att en viss bana är en ren cykelbana även om ovanstående juridiska bevis inte finns inom synhåll. Identifieringen sker då, medvetet eller omedvetet, genom en tolkning av gaturummets utformning. Eftersom skilda trafikanter kan ha olika utgångspunkter och kan rikta sin uppmärksamhet på olika saker, finns dock en risk att sådana indirekta identifieringar leder till olika resultat. Det kan orsaka irritation, konflikt och i värsta fall olycka.
Exempel på indirekta ledtrådar för cykelbana:
- Banan närmast bilvägen. Om två banor löper intill varandra vid sidan om en bilväg, utgår många från att banan närmast bilvägen är cykelbana och den längst från bilvägen är gångbana.
- Ljussignal för cykel. Cyklister och gående kan ha olika uppfattning om ifall en ljussignal för cyklister utan intilliggande ljussignal för gående innebär att banan före eller efter vägkorsningen är en ren cykelbana eller en kombinerad gång- och cykelbana. Gåendes behov kan vara täckta av andra vägar genom samma korsning.
- Samma färg som tidigare. Om en beläggningsfärg kombinerats med skylt eller vägmarkering som anger cykelbana, är det lätt för en cyklist att uppfatta att samma färg efter en korsning eller på en helt annan plats också betyder cykelbana. Om samma färg används på andra platser för att markera gångbana, utfart från fastighet med mera, kan missförstånd lätt uppstå. Färger finns inte lagstadgade och påverkar inte i sig trafikreglerna, de kan bara assistera (eller lura) trafikanterna.
- Samma riktning som tidigare. Om en cykelbana ser ut att fortsätta i samma riktning och har ungefär samma bredd som förut efter en korsning, är det lätt för en cyklist att uppfatta fortsättningen som cykelbana, även om ingen märkning finns där.

Exempel
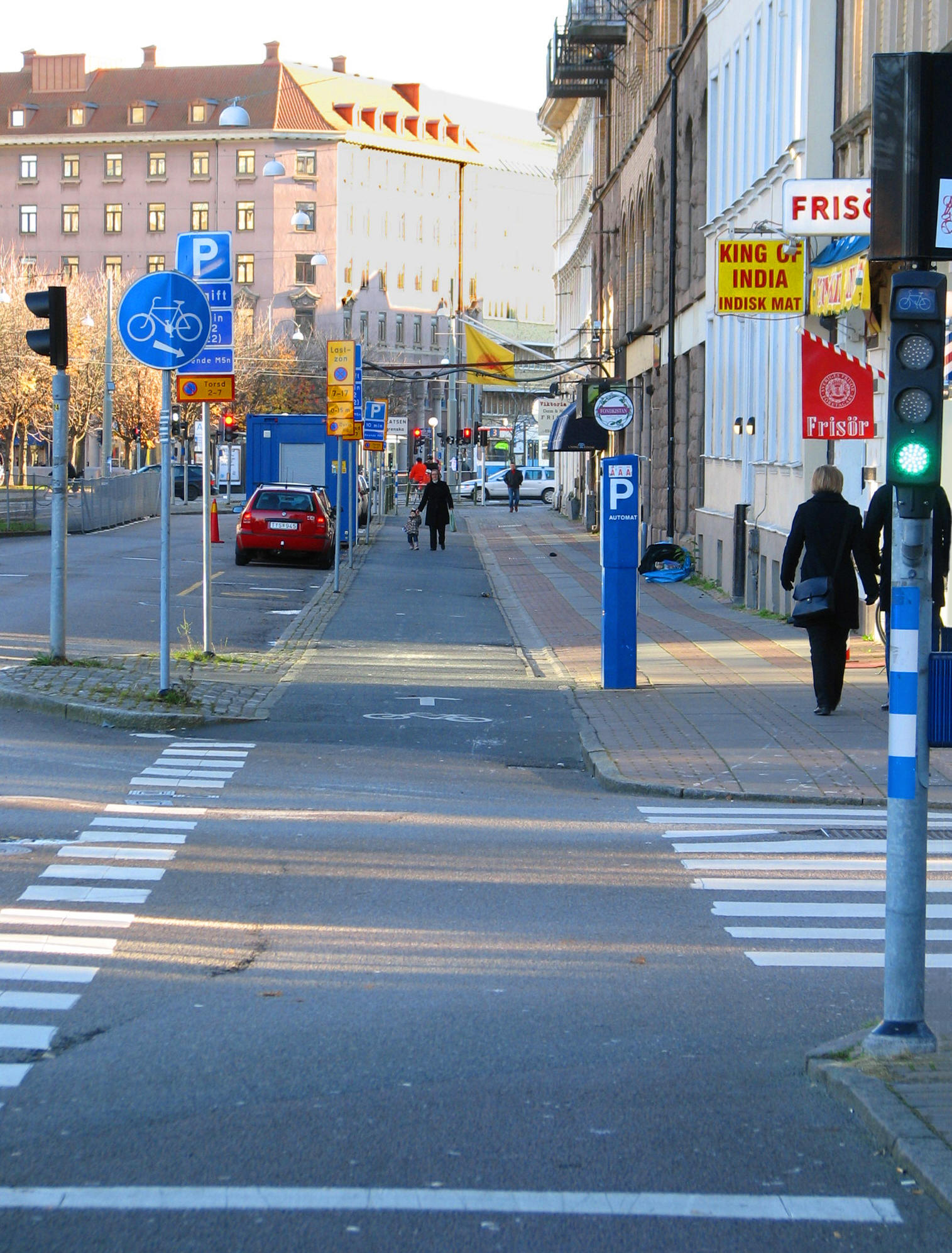
Denna cykelbana identifieras med både påbudsmärke och vägmarkering. Indicier är även cykelljussignalen, cykelpassagen, samma beläggning och riktning som tidigare samt att den ligger närmast bilvägen. (Första Långgatan i Göteborg)
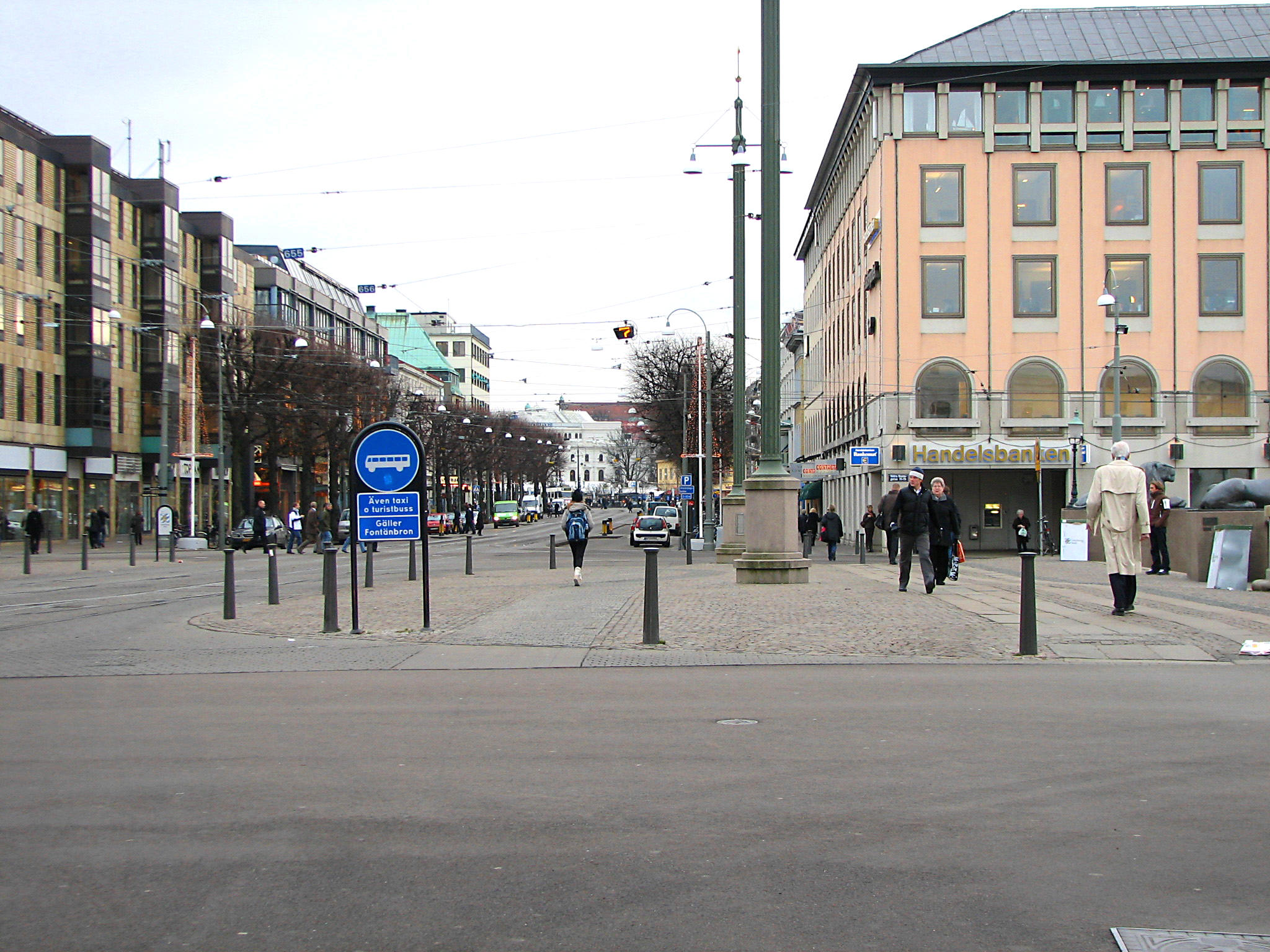
Här finns inga lagliga tecken på cykelbana. Indicier är att banan strax till vänster om lyktstolpen ligger i linje med rännstenen på vägen som finns i banans bägge förlängningar, att den är banan närmast bilvägen längst till vänster och att det finns gott om plats för gående på hela ytan i övrigt. (Brunnsparken i Göteborg)
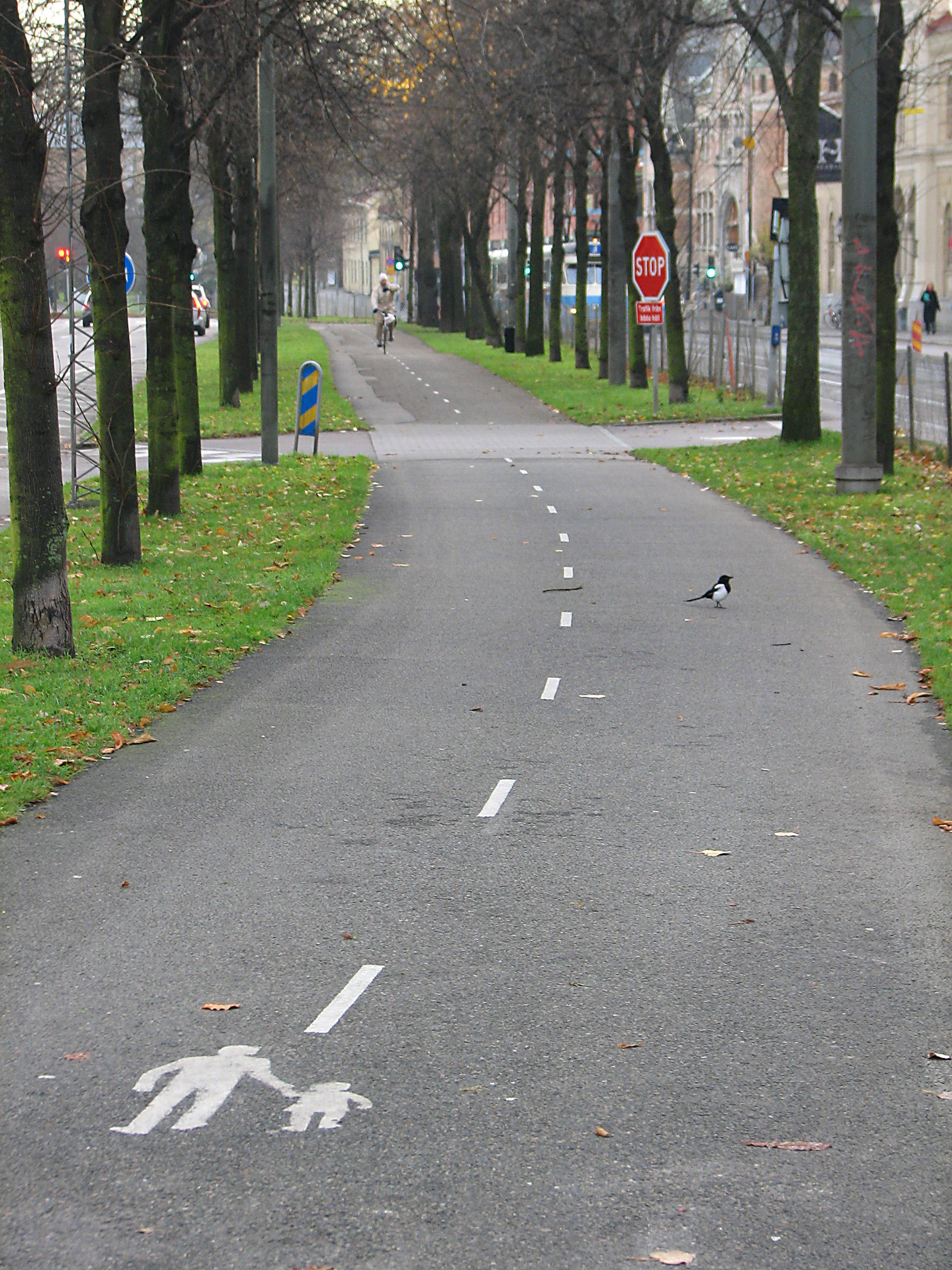
En bana som förenar den dubbelriktade cykelbanans mittlinje med en gångbanesymbol ger ett mycket motsägelsefullt budskap.

## Säkerhet
Enligt de studier som gjorts i Sverige och utomlands är cykelbanor inte otvetydigt mer trafiksäkra än blandtrafik. Särskilt i korsningar kan antalet olyckor öka när motorfordon och cyklister får grönt samtidigt. Däremot ökar säkerheten för cyklister ju fler de blir. Därför kan cykelbanor indirekt medföra ökad säkerhet, genom att fler lockas att cykla.[källa behövs]

## Skäl att anlägga cykelbanor
Anledningarna till att anlägga en cykelväg kan vara flera. Ofta är det trafiksäkerhetsskäl då man vill separera oskyddade trafikanter från biltrafiken. Det kan också handla om att underlätta för arbetspendling och att barn ska kunna ta sig till och från skolan på ett säkert sätt. Det finns även exempel på att man anlagt cykelvägar av rekreationsskäl. Banvallar efter nedlagda järnvägar runt om i landet är idealiska att göra om till cykelbanor, eftersom de inte har branta stigningar.